# 卡拉代库里奇
卡拉代库里奇（Kalladaikurichi），是印度泰米尔纳德邦Tirunelveli县的一个城镇。总人口25710（2001年）。

## 人口
该地2001年总人口25710人，其中男性12560人，女性13150人；0—6岁人口2279人，其中男1186人，女1093人；识字率78.24%，其中男性为85.60%，女性为71.22%。